# Quel maledetto ispettore Novak
Quel maledetto ispettore Novak (The File of the Golden Goose) è un film del 1969 diretto da Sam Wanamaker.
È un film poliziesco britannico con Yul Brynner, che interpreta Peter Novak, un detective statunitense inviato in Gran Bretagna per rintracciare un criminale internazionale, Charles Gray e Edward Woodward.
Quel maledetto ispettore Novak è il remake di T-Men contro i fuorilegge (T-Men) del 1947.

## Produzione
Il film, diretto da Sam Wanamaker su una sceneggiatura di John C. Higgins e Robert E. Kent con il soggetto dello stesso C. Higgins, fu prodotto da David E. Rose per la Caralan Productions e la Edward Small Productions e girato in Inghilterra.

## Distribuzione
Il film fu distribuito nel Regno Unito dal giugno 1969 al cinema dalla United Artists Corporation con il titolo The File of the Golden Goose.
Alcune delle uscite internazionali sono state:
- negli Stati Uniti il 2 ottobre 1969 (New York)
- in Germania Ovest il 9 gennaio 1970 (Die Spur führt nach Soho)
- in Francia l'11 marzo 1970 (Le gang de l'oiseau d'or)
- in Finlandia il 29 maggio 1970 (Jäljet johtavat Sohoon)
- in Ungheria (Az aranylúd-akták)
- in Grecia (I symmoria tis hrysis hinas)
- in Spagna (La huella conduce a Londres)
- in Italia (Quel maledetto ispettore Novak)

## Critica
Secondo il Morandini
il film è un "poliziesco di normale amministrazione con la capacità di tenere desta l'attenzione fino alla fine". Secondo Leonard Maltin il film rivela un "intreccio rigorosamente convenzionale".